# Quinto Doctor

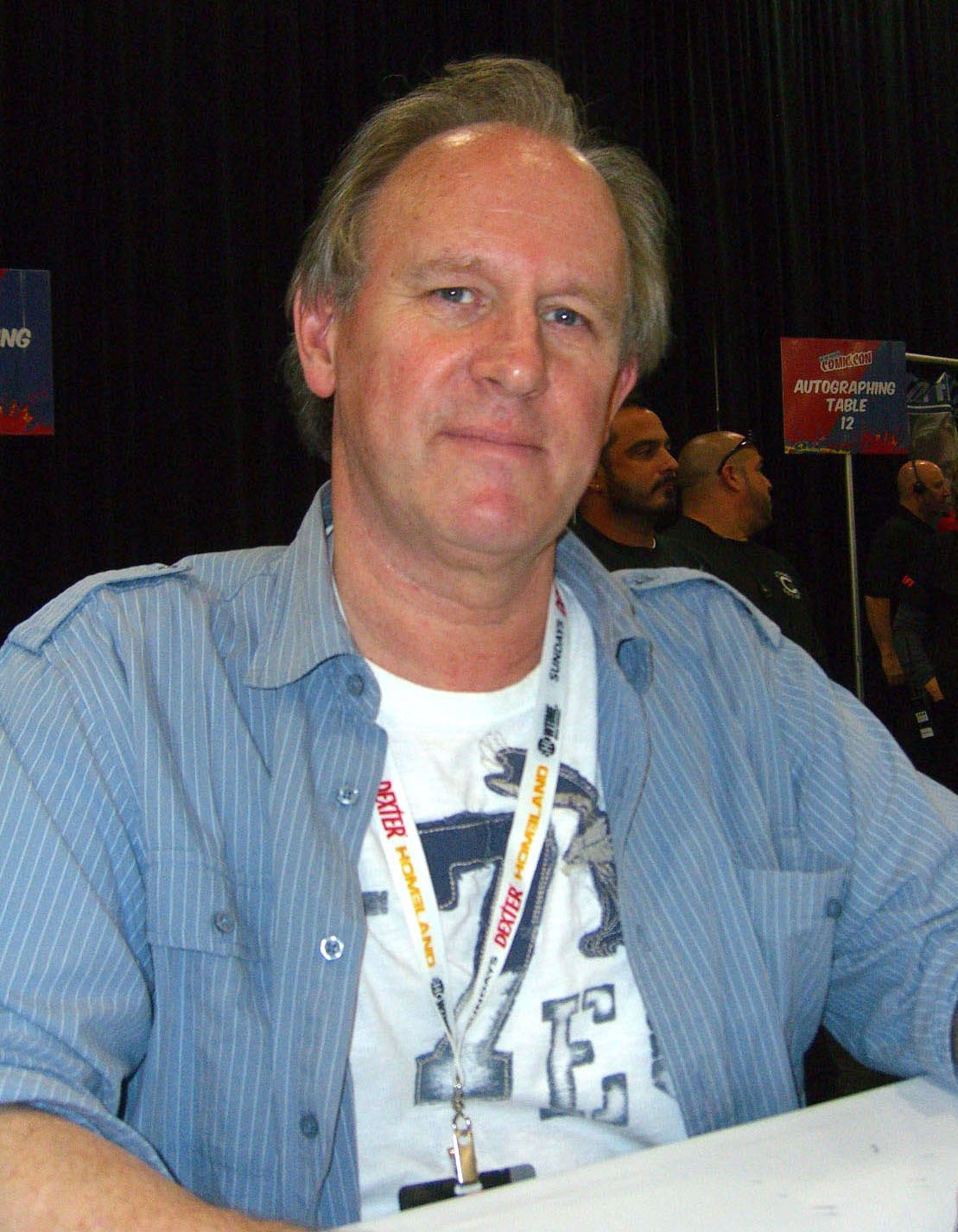
Peter Davison, intérprete del Quinto Doctor.

El Quinto Doctor es la quinta encarnación del protagonista de la longeva serie británica de ciencia ficción de la BBC Doctor Who. Es interpretado por Peter Davison. En España fue doblado por Alfonso Vallés y en Hispanoamérica por Humberto Solórzano desde la 19.ª temporada hasta la 20.ª y más tarde por Mario Casteñeda en la temporada 21.
En la narrativa de la serie, el Doctor es un alienígena de siglos de edad de la raza de los Señores del Tiempo del planeta Gallifrey que viaja en el tiempo y el espacio en su TARDIS, frecuentemente con acompañantes. Al ser un Señor del Tiempo, cuando el Doctor es herido mortalmente, puede regenerar su cuerpo, y al hacerlo cambia su apariencia física y su personalidad.

## Visión de conjunto
Después de que Tom Baker, el Cuarto Doctor, y la BBC anunciaran que iba a abandonar el papel, los productores del programa decidieron que el siguiente Doctor debía ser interpretado por alguien que presentara un cierto contraste físico con Baker, y por un actor que ya estuviera firmemente establecido en la mente del público británico. Peter Davison fue el elegido por su papel aclamado por la crítica de Tristan Farnon en la serie de la BBC All Creautres Great and Small, que tenía al productor de Doctor Who John Nathan-Turner como productor de línea.
La era del Quinto Doctor fue notable por una actitud de "vuelta a los orígenes", donde el humor "tonto" (y, por extensión, el terror) se mantuvieron bajo mínimos, y el productor ejecutivo, John Nathan-Turner pidió más precisión científica. Fue, a ratos, una serie más oscura y más valiente, en parte por mostrar la muerte de uno de los acompañantes, Adric. También fue notable por la reintroducción de muchos de los enemigos del Señor del Tiempo, como el Amo, los Cybermen, Omega (padre fundador de Gallifrey), los Guardianes Negro y Blanco, y los silurians.

## Biografía
La regeneración entre el Cuarto y el Quinto Doctor fue problemática, y estuvo a punto de fallar, con el Doctor tomando aspectos de las personalidades de las cuatro encarnaciones anteriores. Tras recuperarse en la ciudad ficticia de Castrovalva (en realidad una elaborada trampa creada por su archienemigo, el Amo), continuó sus viajes con Tegan Jovanka, Nyssa y Adric. Inicialmente sus viajes se centraron en devolver a Tegan al Aeropuerto de Heathrow a tiempo para su primer día como azafata, pero la TARDIS se equivocaba continuamente de destino y Tegan decidió finalmente quedarse en la TARDIS. Después de viajes al futuro y al pasado encontrándose villanos como Monarch y Mara, el Quinto Doctor se enfrentó a la tragedia cuando Adric murió intentando detener un trasbordador espacial que se iba a estrellar en la Tierra prehistórica (Earthshock).
Tras la muerte de Adric, la TARDIS llegó accidentalmente al aeropuerto de Heathrow (Time Flight). Allí el Doctor y Nyssa dejaron a Tegan asumiendo que ella querría quedarse (cuando en realidad ya no quería hacerlo). El Doctor y Nyssa entonces viajaron juntos por un tiempo indeterminado antes de que el Señor del Tiempo renegado Omega, intentando volver a nuestro universo, se enlazó temporalmente al Doctor (Arc of Infinity). Enfrentándose a ese peligro, los Señores del Tiempo se vieron forzados a intentar ejecutar al Doctor, pero este logró llevar a Omega a Ámsterdam donde le derrotó y se reencontró con Tegan (quien habiendo perdido su trabajo, no tuvo dudas en volver a la tripulación de la TARDIS).
Cuando el Doctor conoció a un nuevo acompañante, un chico alienígena varado en la Tierra llamado Vislor Turlough, no sabía que Turlough había sido enviado por el Guardián Negro para matarle. Poco después, Nyssa se fue para ayudar a curar la enfermedad de Lazar en la estación espacial Terminus. Tras conocer a las entidades conocidas como los Eternos que hacían carreras espaciales por el precio del "Conocimiento", Turlough se liberó de la influencia del Guardián Negro, y continuó viajando con el Doctor y Tegan. Al aterrizar en el reino del Rey Juan, la tripulación volvió a encontrarse con el Amo, que estaba usando un robot multiforme llamado Kamelion para suplantar al rey. Sin embargo, el Doctor ayudó a Kameliun a recuperar su voluntad, y el robot se unió a él en sus viajes (aunque raramente abandonó la TARDIS). El Doctor conoció a tres de sus antiguas encarnaciones cuando fueron arrastrados a la Zona Muerta en Gallifrey por el presidente Borusa, que estaba intentando conseguir el secreto de la inmortalidad de Rassilon.
Tras unas cuántas aventuras más en las que el Doctor se reencontró con antiguos enemigos, incluyendo a los silurians y el Demonio del Mar, tanto Tegan como Turlough abandonaron la TARDIS. Tegan encontró la muerte y la violencia que encontraron en sus viajes demasiado difícil de soportar (Resurrection of the Daleks), y Turlough regresó a su planeta natal en Trion en compañía de su hermano menor, así como de otros exiliados de Trion, del planeta Sarn. El Doctor se vio finalmente obligado a destruir a Kameliun, cuando el Amo usó su conexión mental al robot para ganar control sobre él, un proceso que el robot se dio cuenta de que era irreversible (Planet of Fire).
Finalmente, el Quinto Doctor y su última acompañante, Peri Brown, se vieron expuestos a la droga spectrox en una forma letalmente tóxica en Androzani Minor. Con sólo una dosis del antídoto disponible, él sacrificó noblemente su propia existencia para salvar a Peri, regenerándose en el Sexto Doctor, no sin antes expresar duda por primera vez de que la regeneración fuera a ser posible.
Un dibujo del Quinto Doctor puede verse en el libro de John Smith en el episodio de la nueva serie Human Nature (2007). Imágenes del Quinto Doctor (junto a otros Doctores aparecen en The Next Doctor (2008) y The Eleventh Hour (2010).
En algún punto de su vida (probablemente después de los eventos de Snakedance) estrelló su TARDIS en la TARDIS del Décimo Doctor, y provocó así un agüero negro "del tamaño de Bélgica" por la paradoja causada, algo que el Décimo Doctor usa para explicar el notable envejecimiento de su antiguo ser. Sin embargo, el Décimo Doctor, recordando el evento, supo cómo pararlo, porque se recordaba a sí mismo corrigiendo el fallo cuando era el Quinto Doctor (Time Crash).

## Personalidad
El Quinto Doctor era con diferencia mucho más vulnerable, sensible y reservado que sus previas encarnaciones, y solía reaccionar a las situaciones más que iniciarlas. Frecuentemente, tomaba decisiones lanzando una moneda al aire. A diferencia de sus predecesores más autoritativos, trataba a sus jóvenes acompañantes como miembros de un equipo, y solía participar de buena gana en situaciones bajo el liderazgo de otra persona que tuviera una fuerte presencia de liderazgo de la que él carecía. Sin embargo, la apariencia del Quinto Doctor juvenil, de energía nerviosa y carisma, escondía el hecho de que él era un Señor del Tiempo de avanzada edad, compasión y experiencia. Podía descifrar los ingredientes de una bebida sólo con olerla, y el romero le hacía estornudar.
Este Doctor aborrecía tremendamente la violencia, y muchas veces vacilaba al encargarse de los asuntos con sus propias manos. Por primera vez, la indecisión fue una parte fuerte de su carácter, y esto tuvo sus consecuencias - sin embargo, este Doctor también fue una de sus más valientes encarnaciones. No perdió la oportunidad de probar con acompañantes como Turlough y Kamelion, que originalmente habían sido amenazas, incluso aunque fingiera no saberlo al principio para darles la oportunidad de hacer lo correcto. También se animó a hacer enormes sacrificios personales (Mawdryn Undead) simplemente para mantener su palabra y liberar a otros del sufrimiento. Fue quizás el darse cuenta terriblemente de que su mera existencia engendraba violencia y la muerte de su compañero Adric en su conciencia, así como la crisis emocional de Tegan, lo que le llevaron a sacrificar su propia existencia a salvar a su última acompañante, Peri. En un episodio de Doctor Who Confidential, Steven Moffat dijo que "este Doctor se aleja del énfasis en las excentricidades y se concentra en el doloroso heroísmo de un hombre que es muchísimo mejor que el universo que está intentando salvar, pero que no puede evitar dejar a su suerte".
El Quinto Doctor fue el último en utilizar el destornillador sónico en la serie original, tras ser destruido durante The Visitation. El Séptimo y posteriores serían vistos con la herramienta en la película de 1996 y la nueva serie. En Time Crash, el Quinto Doctor rechazó tomar prestado el destornillador sónico del Décimo Doctor.

## Apariencia
El Quinto Doctor eligió como vestuario una variación de un uniforme de cricket edwardiano, e incluso llevaba una pelota de cricket en uno de sus bolsillos (que le salvó la vida en una aventura), Llevaba un redingote de color crema, pantalones a rayas, zapatos plimsoll, y en ocasiones unas gafas. Solía llevar un sombrero panamá con una banda negra con piedras brillantes que se podía quitar y meter en un bolsillo del abrigo. El Décimo Doctor, que heredó muchos rasgos de esta encarnación, como el uso de las gafas, reveló en Time Crash que él no necesitaba las gafas para ver, sino que sólo las utilizaba para parecer más inteligente (quizás para contrastar su apariencia juvenil), aunque en Four to Doomsday, dijo que era un poco miope en un ojo cuando le preguntaron por el contenido de sus bolsillos, que incluían la pelota de cricket mencionada antes, un libro (el manual de la TARDIS) y una lupa. El vestuario del Quinto Doctor también retuvo los signos de interrogación en el cuello de la camisa que el productor John Nathan-Turner había añadido al vestuario del Cuarto Doctor en 1980. El Quinto Doctor demostró un sentido del gusto inusualmente agudo en Planet of Fire, que también heredaron el Décimo y el Undécimo Doctor.
En la solapa, este Doctor llevaba una rama de apio. Dijo en The Caves of Androzani que el apio se volvería morado en presencia de ciertos gases en el rango "Praxis" a los que era alérgico, aunque esta alergia no había sido mencionada por ninguna otra encarnación anterior o posterior. Dijo que si eso ocurría, se comería el apio, diciendo "Si no otra cosa, estoy seguro de que será bueno para mis dientes". En la misma historia, mientras intentaba revivir a una Peri con fiebre por la intoxicación spectrrox, notó que el apio era un "excelente reconstituyente en donde yo vengo" pero que el sistema humano era "comparativamente más flojo". Apoyando esta frase, en el episodio de 2010 Cold Blood, el Undécimo Doctor pregunta si hay a mano alguna rama de apio tras haber sido expuesto a un proceso de descontaminación destinado a humanos (que era potencialmente letal para la biología de un Señor del Tiempo). El Décimo Doctor hizo bromas sobre el apio en Time Crash, describiéndolo como una "verduda decorativa".
Peter Davison dijo en una entrevista para el DVD de Castrovalva que pensaba que las ropas que llevaba esran demasiado "de diseño" y que aun así las habría conservado, pero quería añadirles algún toque individual, como otros actores habían hecho en el pasado interpretando al Doctor. En una entrevista para BBC Breakfast en julio de 2011, Davison señaló que el jumper de cricket fue idea suya, ya que los productores querían algo que inspirara al mismo tiempo acción y excentricidad.

## Apariciones
El Quinto Doctor apareció por primera vez en el último episodio de Logopolis, emitido el 21 de marzo de 1981. Davison interpretó el papel a lo largo de las temporadas 19 y 20 de Doctor Who, incluyendo el especial del 20 aniversario, The Five Doctors. Patrick Troughton, que interpretó al Segundo Doctor, le aconsejó a Davison quedarse en el papel tres años, y siguiendo ese consejo, Davison le dijo al productor John Nathan-Turner que abandonaría el papel después de la temporada 21. Rompiendo la tradición reciente, Nathan-Turner decidió regenerar al Doctor en el penúltimo serial de la temporada, para presentar al Sexto Doctor al público antes del descanso entre temporadas. La última aparición regular de Davison como el Quinto Doctor fue en el último episodio de The Caves of Androzani, emitida el 16 de marzo de 1984.
Davison volvió al papel brevemente en el especial benéfico de 1993, Dimensions in Time. Desde 1999, hizo una serie de radioteatros de Doctor Who para Big Finish Productions. En 2007, Davison, a los 56 años, apareció junto al Décimo Doctor David Tennant en un especial de Doctor Who para Children in Need, escrito por Steven Moffat y titulado Time Crash. Fue la primera vez que un Doctor de la serie clásica se encontró con un Doctor de la nueva serie. También fue la primera historia "multi-Doctor" en la serie moderna y la primera emitida en televisión desde The Two Doctors en 1985. El Quinto Doctor también ha aparecido en novelas con licencia oficial, relatos cortos y cómics.